# La Calmette (Gard)
Pour les articles homonymes, voir La Calmette.
La Calmette est une commune française située dans le centre du département du Gard, en région Occitanie.
Exposée à un climat méditerranéen, elle est drainée par le Gard, l'Esquielle, le ruisseau de Braune, le ruisseau de l'Auriol, le Rouvégade et par un autre cours d'eau. Incluse dans les gorges du Gardon, la commune possède un patrimoine naturel remarquable composé de trois zones naturelles d'intérêt écologique, faunistique et floristique.
La Calmette est une commune rurale qui compte 2 572 habitants en 2022, après avoir connu une forte hausse de la population depuis 1962. Elle est dans l'unité urbaine de La Calmette et fait partie de l'aire d'attraction de Nîmes. Ses habitants sont appelés les Calmettois ou  Calmettoises.
Le patrimoine architectural de la commune comprend un immeuble protégé au titre des monuments historiques : le temple protestant, inscrit en 1991.

## Géographie

### Localisation
La Calmette est située à quinze kilomètres au nord-ouest de Nîmes, sur la route d'Alès (RN 106).
| Saint-Geniès-de-Malgoirès | Saint-Chaptes |       |
| La Rouvière               | La Calmette   | Dions |
|                           | Nîmes         |       |

### Climat
Pour des articles plus généraux, voir Climat de l'Occitanie et Climat du Gard.
En 2010, le climat de la commune est de type climat méditerranéen franc, selon une étude s'appuyant sur une série de données couvrant la période 1971-2000. En 2020, Météo-France publie une typologie des climats de la France métropolitaine dans laquelle la commune est exposée à un climat méditerranéen et est dans la région climatique Provence, Languedoc-Roussillon, caractérisée par une pluviométrie faible en été, un très bon ensoleillement (2 600 h/an), un été chaud (21,5 °C), un air très sec en été, sec en toutes saisons, des vents forts (fréquence de 40 à 50 % de vents > 5 m/s) et peu de brouillards.
Pour la période 1971-2000, la température annuelle moyenne est de 14,1 °C, avec  une amplitude thermique annuelle de 17,3 °C. Le cumul annuel moyen de précipitations est de 810 mm, avec 6,5 jours de précipitations en janvier et 3,1 jours en juillet. Pour la période 1991-2020, la température moyenne annuelle observée sur la station météorologique la plus proche, située sur la commune de La Rouvière à 2 km à vol d'oiseau, est de 14,5 °C et le cumul annuel moyen de précipitations est de 914,4 mm,. Pour l'avenir, les paramètres climatiques de la commune estimés pour 2050 selon différents scénarios d’émission de gaz à effet de serre sont consultables sur un site dédié publié par Météo-France en novembre 2022.

### Voies de communication et transports

#### Transports en commun
Réseau tango ligne 61 toute la journée.
Et des services scolaires.

### Milieux naturels et biodiversité

#### Espaces protégés
La protection réglementaire est le mode d’intervention le plus fort pour préserver des espaces naturels remarquables et leur biodiversité associée,.
La commune fait également partie des gorges du Gardon, un territoire  reconnu réserve de biosphère par l'UNESCO en 2015 pour l'importante biodiversité qui la caractérise, mariant garrigues, plaines agricoles et yeuseraies,.

#### Zones naturelles d'intérêt écologique, faunistique et floristique
L’inventaire des zones naturelles d'intérêt écologique, faunistique et floristique (ZNIEFF) a pour objectif de réaliser une couverture des zones les plus intéressantes sur le plan écologique, essentiellement dans la perspective d’améliorer la connaissance du patrimoine naturel national et de fournir aux différents décideurs un outil d’aide à la prise en compte de l’environnement dans l’aménagement du territoire.
Une ZNIEFF de type 1 est recensée sur la commune :
la « rivière du Gardon entre Moussac et Russan » (682 ha), couvrant 7 communes du département et deux ZNIEFF de type 2, : 
- le « plateau Saint-Nicolas » (15 838 ha), couvrant 16 communes du département[13] ;
- la « vallée moyenne des Gardons » (1 848 ha), couvrant 24 communes du département[14].

Carte des ZNIEFF de type 1 et 2 à La Calmette.
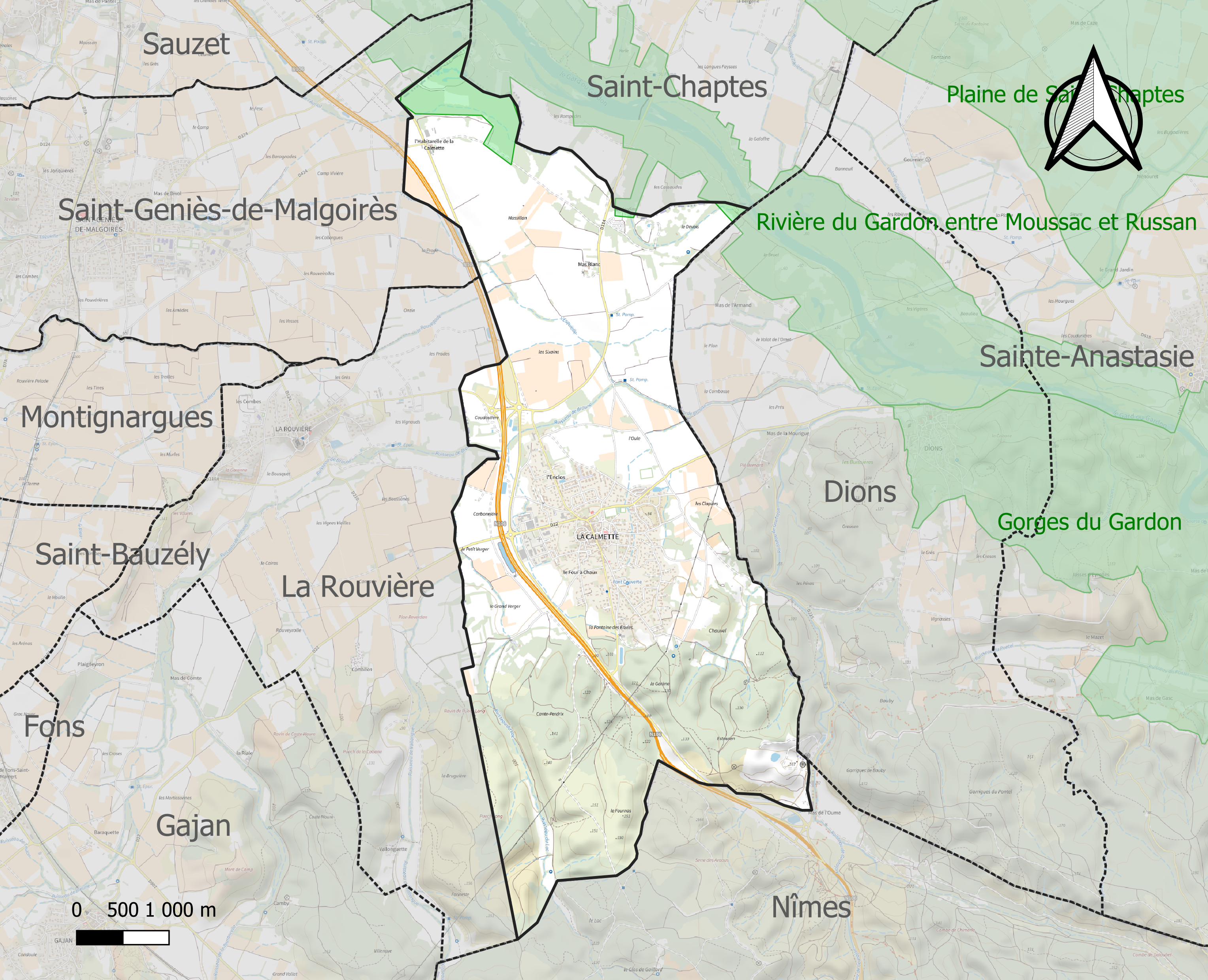
Carte de la ZNIEFF de type 1 sur la commune.
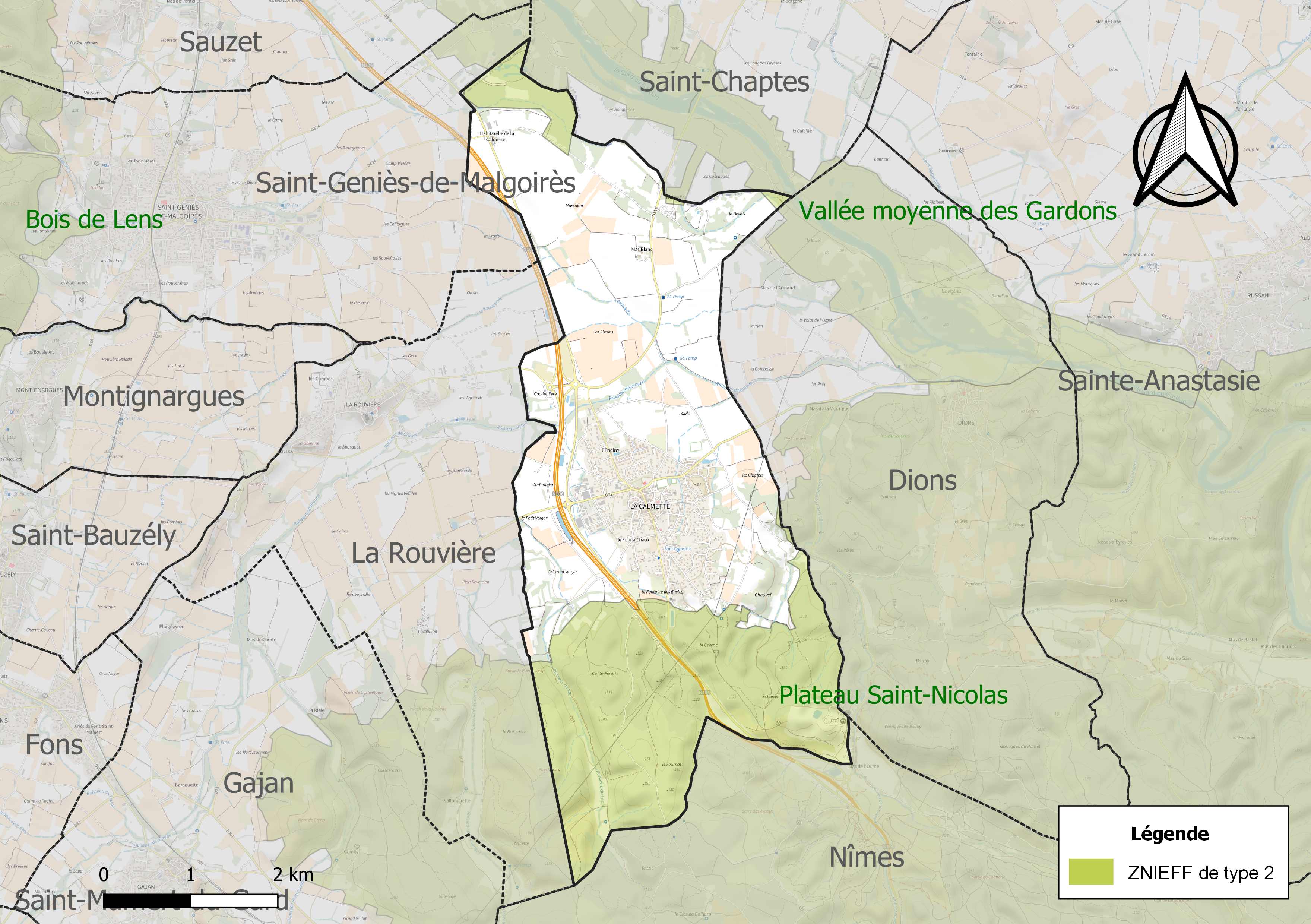
Carte des ZNIEFF de type 2 sur la commune.

## Urbanisme

### Typologie
Au 1er janvier 2024, La Calmette est catégorisée bourg rural, selon la nouvelle grille communale de densité à sept niveaux définie par l'Insee en 2022.
Elle appartient à l'unité urbaine de La Calmette, une unité urbaine monocommunale constituant une ville isolée,. Par ailleurs la commune fait partie de l'aire d'attraction de Nîmes, dont elle est une commune de la couronne,. Cette aire, qui regroupe 92 communes, est catégorisée dans les aires de 200 000 à moins de 700 000 habitants,.

### Occupation des sols
L'occupation des sols de la commune, telle qu'elle ressort de la base de données européenne d’occupation biophysique des sols Corine Land Cover (CLC), est marquée par l'importance des territoires agricoles (49,9 % en 2018), en diminution par rapport à 1990 (57,3 %). La répartition détaillée en 2018 est la suivante : 
prairies (22,3 %), forêts (18,3 %), cultures permanentes (14 %), zones agricoles hétérogènes (13,7 %), milieux à végétation arbustive et/ou herbacée (12 %), zones urbanisées (11,8 %), zones industrielles ou commerciales et réseaux de communication (6 %), mines, décharges et chantiers (1,9 %). L'évolution de l’occupation des sols de la commune et de ses infrastructures peut être observée sur les différentes représentations cartographiques du territoire : la carte de Cassini (XVIIIe siècle), la carte d'état-major (1820-1866) et les cartes ou photos aériennes de l'IGN pour la période actuelle (1950 à aujourd'hui).

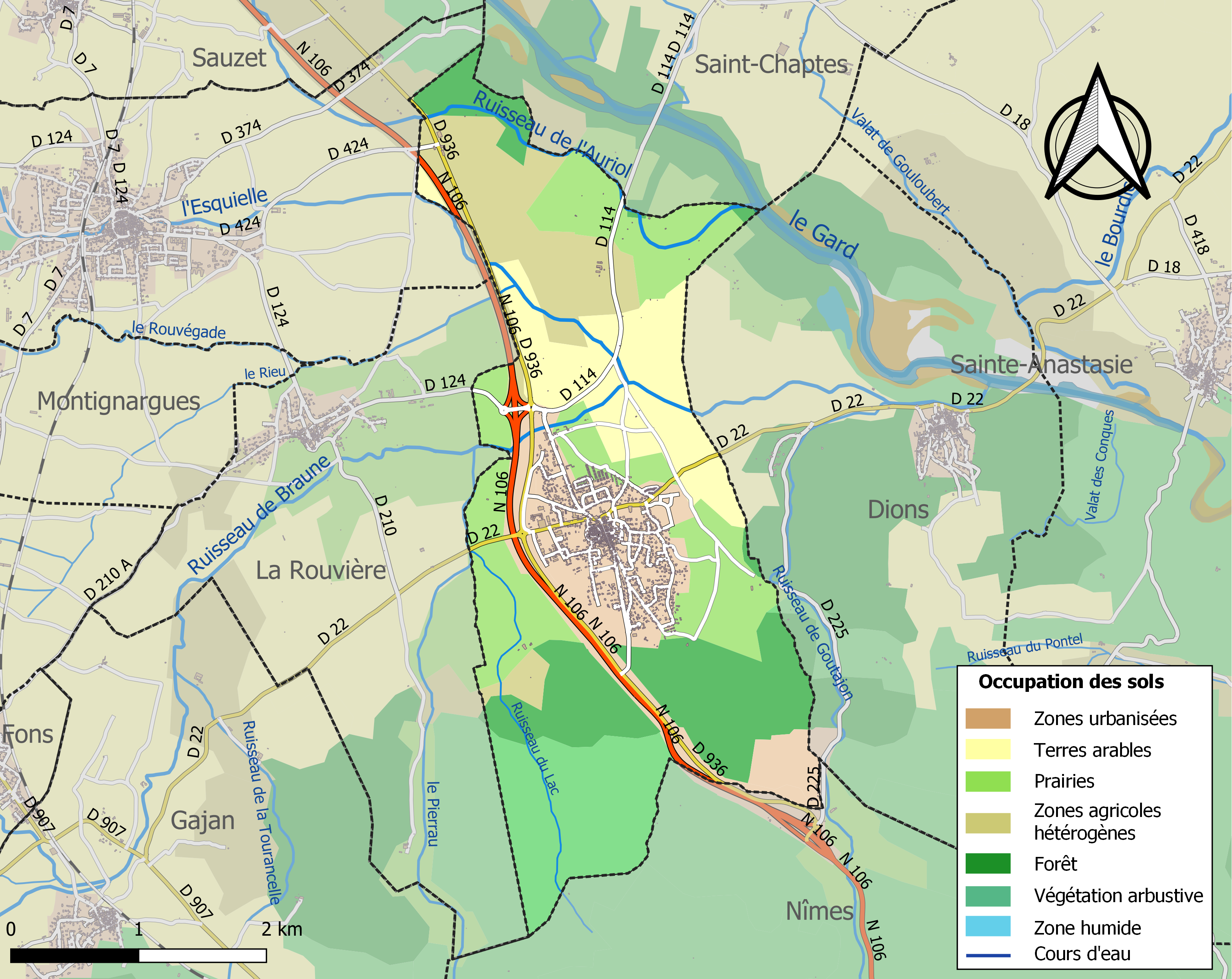
Carte des infrastructures et de l'occupation des sols de la commune en 2018 (CLC).

### Risques majeurs
Le territoire de la commune de La Calmette est vulnérable à différents aléas naturels : météorologiques (tempête, orage, neige, grand froid, canicule ou sécheresse), inondations, feux de forêts et séisme (sismicité faible). Il est également exposé à deux risques technologiques, le transport de matières dangereuses et la rupture d'un barrage. Un site publié par le BRGM permet d'évaluer simplement et rapidement les risques d'un bien localisé soit par son adresse soit par le numéro de sa parcelle.

#### Risques naturels
Certaines parties du territoire communal sont susceptibles d’être affectées par le risque d’inondation par débordement de cours d'eau et par une crue torrentielle ou à montée rapide de cours d'eau, notamment le Gard, le ruisseau de l'Auriol, le ruisseau de Braune et l'Esquielle. La commune a été reconnue en état de catastrophe naturelle au titre des dommages causés par les inondations et coulées de boue survenues en 1982, 1988, 1994, 2001, 2002, 2005 et 2014,.

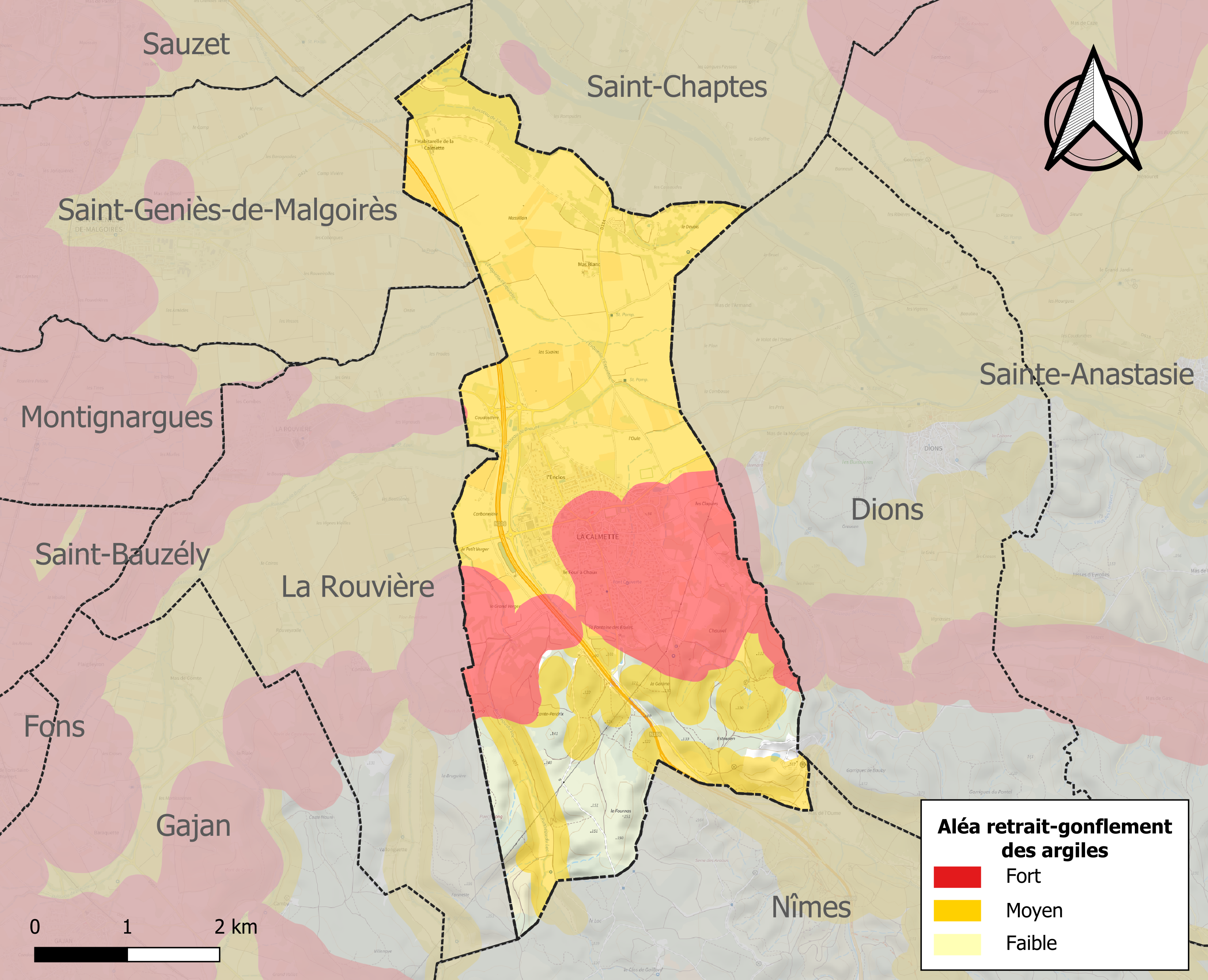
Carte des zones d'aléa retrait-gonflement des sols argileux de La Calmette.

Le retrait-gonflement des sols argileux est susceptible d'engendrer des dommages importants aux bâtiments en cas d’alternance de périodes de sécheresse et de pluie. 87,7 % de la superficie communale est en aléa moyen ou fort (67,5 % au niveau départemental et 48,5 % au niveau national). Sur les 852 bâtiments dénombrés sur la commune en 2019, 852 sont en aléa moyen ou fort, soit 100 %, à comparer aux 90 % au niveau départemental et 54 % au niveau national. Une cartographie de l'exposition du territoire national au retrait gonflement des sols argileux est disponible sur le site du BRGM,.
Par ailleurs, afin de mieux appréhender le risque d’affaissement de terrain, l'inventaire national des cavités souterraines permet de localiser celles situées sur la commune.

#### Risques technologiques
Le risque de transport de matières dangereuses sur la commune est lié à sa traversée par des infrastructures routières ou ferroviaires importantes ou la présence d'une canalisation de transport d'hydrocarbures. Un accident se produisant sur de telles infrastructures est en effet susceptible d’avoir des effets graves au bâti ou aux personnes jusqu’à 350 m, selon la nature du matériau transporté. Des dispositions d’urbanisme peuvent être préconisées en conséquence.
La commune est en outre située en aval du barrage de Sainte-Cécile-d'Andorge, un ouvrage de classe A doté d'un PPI. À ce titre elle est susceptible d’être touchée par l’onde de submersion consécutive à la rupture de cet ouvrage.

## Toponymie
Le nom de la localité est attesté en latin sous la forme villa que nuncupant Calmis in Comitatu Usetico en 1027. Il s'agit d'une formation toponymique médiévale, basée sur le mot occitan calm (souvent écrit can, féminin calma, cauma) qui désignent un plateau rocheux sur une montagne, une lande couverte de bruyère, suivi du suffixe diminutif -etta. La présence de l'article défini la indique une formation toponymique tardive.
Ses habitants s'appellent les Calmettois et Calmettoises.

## Histoire

### Moyen Âge
L’origine du village est une circulade, Jack Montbrun écrit : 
« J’aime aussi à imaginer que ce nom peut avoir une origine gréco-romaine, du grec « kalamé » : roseau, paille, si l’on songe que La Calmette fut à l’origine un village de pêcheurs, près du grand lac vidé par les Romains pour gagner des terres cultivables… Mais là encore les avis divergent, puisqu’on parle même de « légende » en évoquant ce grand lac ! »
- Le village se composait de : Massillan (dont demeure une seule bâtisse au mas de l’Habitarelle, sur la route d’Alès au nord), et Estouzin (face à l’Escalette) plus au sud. Sur ce site existait un important monastère de Bénédictines.
- Possession au XIe siècle de Bernard Aton, vicomte de Nîmes, puis du roi de France qui, en 1211, la donne aux seigneurs d'Uzès.

### Époque moderne
La Calmette, unie à Massillan, fut érigée en marquisat en septembre 1764 pour Louis Mathei (ou Mathieu) de la Calmette, président au parlement de Metz.

## Politique et administration

### Rattachements électoraux
Pour l'élection des députés, elle fait partie de la quatrième circonscription du Gard.

### Jumelages
- Chitignano (Italie)
- Piaseczno (Pologne)

## Population et société

### Démographie
L'évolution du nombre d'habitants est connue à travers les recensements de la population effectués dans la commune depuis 1793. Pour les communes de moins de 10 000 habitants, une enquête de recensement portant sur toute la population est réalisée tous les cinq ans, les populations de référence des années intermédiaires étant quant à elles estimées par interpolation ou extrapolation. Pour la commune, le premier recensement exhaustif entrant dans le cadre du nouveau dispositif a été réalisé en 2004.

En 2022, la commune comptait 2 572 habitants, en évolution de +21,32 % par rapport à 2016 (Gard : +2,97 %, France hors Mayotte : +2,11 %).
| 1793 | 1800 | 1806 | 1821  | 1831  | 1836  | 1841  | 1846  | 1851  |
| ---- | ---- | ---- | ----- | ----- | ----- | ----- | ----- | ----- |
| 958  | 935  | 971  | 1 033 | 1 097 | 1 138 | 1 197 | 1 172 | 1 258 |

| 1856  | 1861  | 1866  | 1872  | 1876  | 1881 | 1886 | 1891 | 1896 |
| ----- | ----- | ----- | ----- | ----- | ---- | ---- | ---- | ---- |
| 1 139 | 1 190 | 1 098 | 1 085 | 1 029 | 875  | 900  | 780  | 713  |

| 1901 | 1906 | 1911 | 1921 | 1926 | 1931 | 1936 | 1946 | 1954 |
| ---- | ---- | ---- | ---- | ---- | ---- | ---- | ---- | ---- |
| 714  | 644  | 664  | 577  | 609  | 625  | 603  | 531  | 574  |

| 1962 | 1968 | 1975 | 1982 | 1990  | 1999  | 2004  | 2006  | 2009  |
| ---- | ---- | ---- | ---- | ----- | ----- | ----- | ----- | ----- |
| 596  | 712  | 710  | 893  | 1 318 | 1 635 | 1 777 | 1 928 | 1 942 |

| 2014  | 2019  | 2022  | - | - | - | - | - | - |
| ----- | ----- | ----- | - | - | - | - | - | - |
| 2 079 | 2 363 | 2 572 | - | - | - | - | - | - |

### Manifestations culturelles et festivités
Village fleuri. Fête votive le 21 août, fête du printemps (mai). Nombreuses associations, 2 manades.

## Économie

### Revenus
En 2018  (données Insee publiées en septembre 2021), la commune compte 994 ménages fiscaux, regroupant 2 336 personnes. La médiane du revenu disponible par unité de consommation est de 20 380 € (20 020 € dans le département). 46 % des ménages fiscaux sont imposés (43,9 % dans le département).

### Emploi
|                | 2008   | 2013   | 2018   |
| -------------- | ------ | ------ | ------ |
| Commune        | 7,8 %  | 10,7 % | 11,7 % |
| Département    | 10,6 % | 12 %   | 12 %   |
| France entière | 8,3 %  | 10 %   | 10 %   |

En 2018, la population âgée de 15 à 64 ans s'élève à 1 406 personnes, parmi lesquelles on compte 76,1 % d'actifs (64,4 % ayant un emploi et 11,7 % de chômeurs) et 23,9 % d'inactifs,. En  2018, le taux de chômage communal (au sens du recensement) des 15-64 ans est inférieur à celui du département, mais supérieur à celui de la France, alors qu'en 2008 il était inférieur à celui de la France.
La commune fait partie de la couronne de l'aire d'attraction de Nîmes, du fait qu'au moins 15 % des actifs travaillent dans le pôle,. Elle compte 533 emplois en 2018, contre 552 en 2013 et 453 en 2008. Le nombre d'actifs ayant un emploi résidant dans la commune est de 916, soit un indicateur de concentration d'emploi de 58,2 % et un taux d'activité parmi les 15 ans ou plus de 57,9 %.
Sur ces 916 actifs de 15 ans ou plus ayant un emploi, 156 travaillent dans la commune, soit 17 % des habitants. Pour se rendre au travail, 89 % des habitants utilisent un véhicule personnel ou de fonction à quatre roues, 2,2 % les transports en commun, 5,5 % s'y rendent en deux-roues, à vélo ou à pied et 3,3 % n'ont pas besoin de transport (travail au domicile).

### Activités hors agriculture

#### Secteurs d'activités
254 établissements sont implantés  à la Calmette au 31 décembre 2019. Le tableau ci-dessous en détaille le nombre par secteur d'activité et compare les ratios avec ceux du département,.
| Secteur d'activité                                                                                        | Commune | Commune | Département |
| Secteur d'activité                                                                                        | Nombre  | %       | %           |
| --- | ------- | ------- | ----------- |
| Ensemble                                                                                                  | 254     | 100 %   | (100 %)     |
| Industrie manufacturière, industries extractives et autres                                                | 16      | 6,3 %   | (7,9 %)     |
| Construction                                                                                              | 46      | 18,1 %  | (15,5 %)    |
| Commerce de gros et de détail, transports, hébergement et restauration                                    | 65      | 25,6 %  | (30 %)      |
| Information et communication                                                                              | 7       | 2,8 %   | (2,2 %)     |
| Activités financières et d'assurance                                                                      | 8       | 3,1 %   | (3 %)       |
| Activités immobilières                                                                                    | 9       | 3,5 %   | (4,1 %)     |
| Activités spécialisées, scientifiques et techniques et activités de services administratifs et de soutien | 27      | 10,6 %  | (14,9 %)    |
| Administration publique, enseignement, santé humaine et action sociale                                    | 47      | 18,5 %  | (13,5 %)    |
| Autres activités de services                                                                              | 29      | 11,4 %  | (8,8 %)     |

Le secteur du commerce de gros et de détail, des transports, de l'hébergement et de la restauration est prépondérant sur la commune puisqu'il représente 25,6 % du nombre total d'établissements de la commune (65 sur les 254 entreprises implantées  à la La Calmette), contre 30 % au niveau départemental.

#### Entreprises et commerces
Les cinq entreprises ayant leur siège social sur le territoire communal qui génèrent le plus de chiffre d'affaires en 2020 sont : 
- SA Karist, supermarchés (11 894 k€)
- Karbu, commerce de détail de carburants en magasin spécialisé (5 261 k€)
- Bruyas, fabrication de structures métalliques et de parties de structures (4 209 k€)
- Huzo, commerce de détail de viandes et de produits à base de viande en magasin spécialisé (1 751 k€)
- Gregory Girard, boulangerie et boulangerie-pâtisserie (1 101 k€)

### Agriculture
|               | 1988 | 2000 | 2010 | 2020 |
| ------------- | ---- | ---- | ---- | ---- |
| Exploitations | 54   | 34   | 15   | 9    |
| SAU (ha)      | 334  | 296  | 225  | 233  |

La commune est dans les Garrigues, une petite région agricole occupant le centre du département du Gard. En 2020, l'orientation technico-économique de l'agriculture  sur la commune est la polyculture et/ou le polyélevage. Neuf exploitations agricoles ayant leur siège dans la commune sont dénombrées lors du recensement agricole de 2020 (54 en 1988). La superficie agricole utilisée est de 233 ha,,.
- Ovins.
- Vigne, vergers, asperges.

### Activités de service
Une zone d'activité importante existe à La Calmette : la ZAC du « petit verger », venue agrandir en 2002 la zone commerciale de « la Carbonnière » ouverte en 1988 sous la municipalité de Jean-Marie Peloux, alors maire – première décision de la municipalité pour une ZAC en 1977. Le centre historique s'est alors vidé de ses commerces de proximité mais il reste cependant un coiffeur, une boulangerie, un café (L’afficion), un restaurant (La Terrasse) et une auto-école. Aux portes et dans le village de nombreux commerces : 3 supermarchés (Casino, Lidl, farfouille), 4 garages ou carrosseries, station-service et fioul, contrôle auto, réparation et vente informatique, bricolage, opticiens mutualistes, vétérinaire, photographe, pressing, bijouterie, magasin de produits et entretien piscines, une couturière et décoratrice d’intérieur, chauffagistes, boucheries, coiffeurs, onglerie, instituts de beauté, esthéticiennes et espaces bien-être, gymnastique et danses, bureau de tabac et presse, fleuriste pépiniériste, artiste-verrier, banques et assurances (Banque Postale, Crédit agricole, Groupama, Banque Populaire du Sud, Allianz), un bureau de poste, un deuxième restaurant (l’Entracte), traiteur (Martinez) et caviste, lavage-auto, ambulances et taxis, cabinet d’avocat, etc. Entreprises du bâtiment et artisans divers dans tous les domaines, électricité, plomberie, étanchéité, isolation, carrelage, couvertures, etc., ébénisterie, une usine d’aluminium, un bureau d’études. Un gîte d’étapes, un karting, un stand ball-trap, etc.

## Culture locale et patrimoine

### Édifices civils
- Grottes préhistoriques.
- Traces de voie romaine, la voie Régordane.
- Restes de villas gallo-romaines.
- Bourg de plan circulaire ou circulade, en forme de coquille d'escargot dans la partie appelée aujourd’hui le fort.
- Construction d'une demeure pour le marquis De Valfons par une entreprise de maçonnerie calmettoise, aujourd'hui la mairie, que les habitants appellent toujours le château bien qu'il s'agisse d'une bâtisse bourgeoise de 1885 qui n'a rien à voir avec les châteaux historiques.
- Le château  du Péage, puis la Reyranglade,et en 1837 château de Valfons puis château d'André. 9 rue de Valfons.
- Le moulin à vent Fabre de Joybert. Il remonte au XVIIe siècle. Depuis 2013, ce moulin de style provençal a été restauré et produit à nouveau de la farine.

### Édifices religieux
- Église paroissiale Saint-Julien de La Calmette (XIXe siècle). Église recensée au XIe siècle, reconstruite en 1860 par la population, qui l’appelle alors avec fierté la cathédrale de La Gardonnenque[36].
- Temple protestant construit en 1846 sous une forme architecturale octogonale rare. L'édifice a été inscrit au titre des monuments historiques en 1991[37].
- Grande croix en fer forgé de 1794 (réfection en 1816).
- Chapelle : restes d'un mur de clôture, d'une petite abside romane dépendant autrefois d'un couvent de bénédictines.

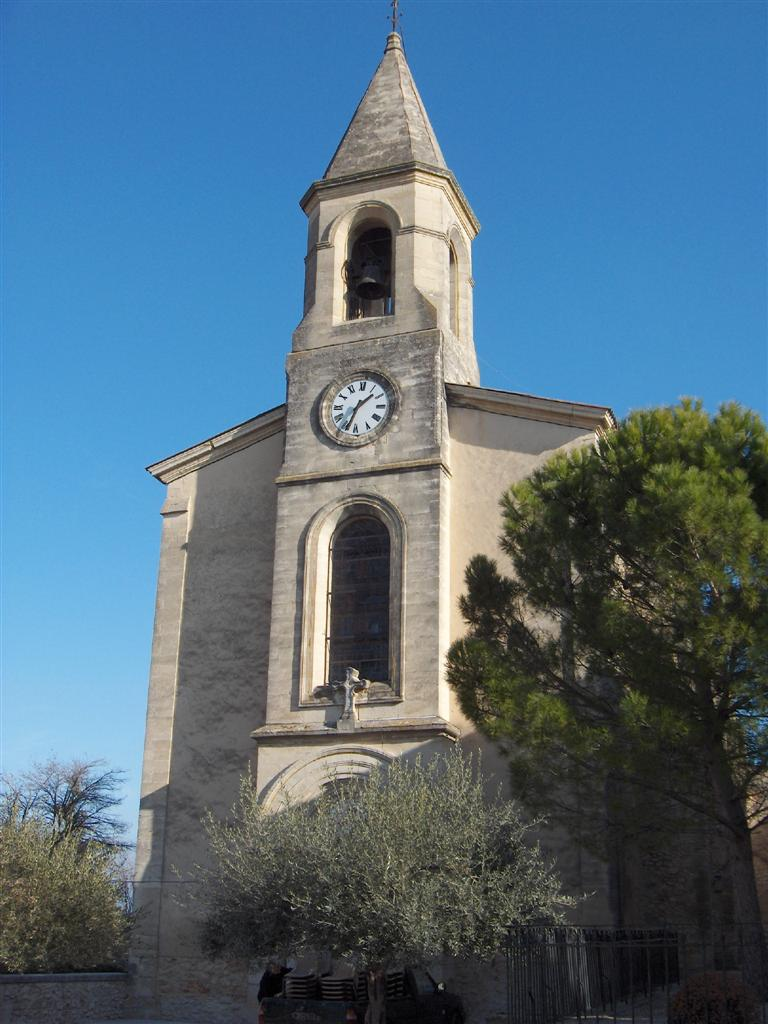
Église Saint-Julien.
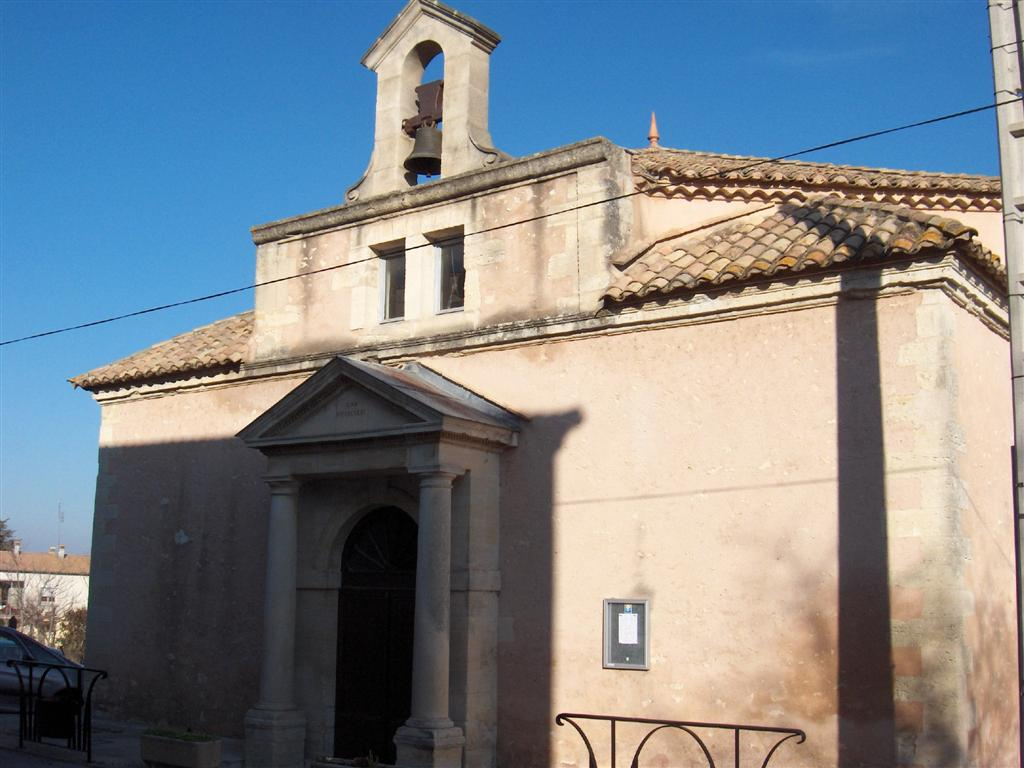
Temple.
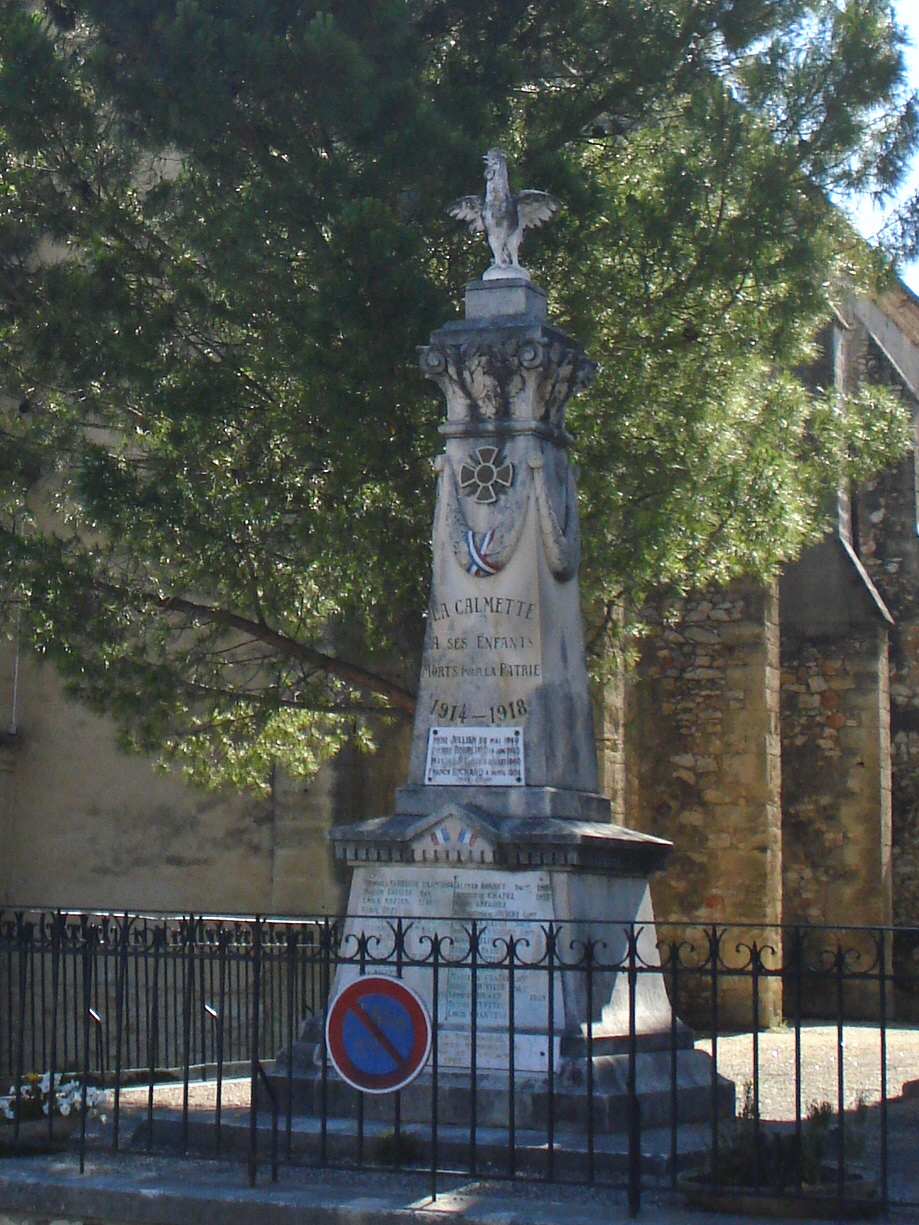
Monument aux morts.

### Patrimoine environnemental
- Plaine du Gardon.
- Rives de l'Esquielle et de la Braune.
- Garrigue nîmoise.

### Personnalités liées à la commune
- Camille Mathéi de Valfons (1837-1907), marquis de la Calmette, fut député du Gard (1871-1881) et maire de la Calmette.
- Christian Chomel, raseteur français, qui a vécu longtemps à La Calmette. Locataire de la manade du Devois sur la route de Saint-Chaptes.
- Francis Ardant (1867-1946), officier militaire et écrivain français, y est né.
- Michel del Castillo (1933-2024), écrivain franco-espagnol, y a vécu.
- Alice Vasselon (1849-1893), artiste peintre, vécut à La Calmette de 1884 jusqu'à sa mort.

## Héraldique
| Blason de La Calmette (Gard) | Blason  | De vair à la fasce losangée d'argent et de sable. |
| Blason de La Calmette (Gard) | Détails |                                                   |